# Hans Rosenfeldt
Pour les articles homonymes, voir Rosenfeldt.
Œuvres principales
- Série Sebastian Bergman

Hans Rosenfeldt, né le 13 juillet 1964 à Borås, est un scénariste et romancier suédois. 

## Biographie
Son travail de scénariste est presque entièrement destiné à la télévision, où il amorce sa carrière en 1995. Il co-crée les séries télévisées suédoises De drabbade (2003) et Contre-enquête (2008-2009), et crée seul la série scandinave Bron (2011-2015).
Par la suite, Hans Rosenfeldt devient le scénariste de la série policière britannique Marcella, diffusée sur le réseau ITV en Angleterre, et sur Netflix à l'extérieur du Royaume-Uni. La première saison de Marcella a été adapté par TF1 sous le nom de Rebecca avec Anne Marivin dans le rôle titre.
À partir de 2011, il publie, en collaboration avec Michael Hjorth, une série littéraire centrée sur les enquêtes du profileur et psychologue de la police suédoise Sebastian Bergman.

## Œuvres

### SérieSebastian Bergman
Cette série est écrite en collaboration avec Michael Hjorth.
1. Dark Secrets, 10/18 no 4941, 2014 ((sv) Det fördolda, 2011), trad. Max Stadler  (ISBN 978-2-264-06449-3)Réédition sous le titre Celui qui n'était pas un meurtrier, Actes Sud, coll. « Babel noir » no 267, 2022 (ISBN 978-2-330-16275-7)
2. Le Disciple, 10/18 no 4953, 2015 ((sv) Lärjungen, 2012), trad. Lucile Clauss  (ISBN 978-2-264-06557-5)Réédition, Actes Sud, coll. « Babel noir » no 270, 2022 (ISBN 978-2-330-16271-9)
3. Le Tombeau, 10/18 no 4985, 2015 ((sv) Fjällgraven, 2014), trad. Lucile Clauss  (ISBN 978-2-264-06733-3)Réédition, Actes Sud, coll. « Babel noir » no 273, 2022 (ISBN 978-2-330-16534-5)
4. La Fille muette, Actes Sud, coll. « Actes noirs », 2018 ((sv) Le stumma Flickan, 2014), trad. Rémi Cassaigne  (ISBN 978-2-330-10961-5)Réédition, Actes Sud, coll. « Babel noir » no 243, 2020 (ISBN 978-2-330-14105-9)
5. Recalé, Actes Sud, coll. « Actes noirs », 2019 ((sv) De Underkända, 2015), trad. Rémi Cassaigne  (ISBN 978-2-330-12850-0)Réédition, Actes Sud, coll. « Babel noir » no 281, 2022 (ISBN 978-2-330-17100-1)
6. Justice divine, Actes Sud, coll. « Actes noirs », 2021 ((sv) En högre rättvisa, 2018), trad. Rémi Cassaigne  (ISBN 978-2-330-14695-5)Réédition, Actes Sud, coll. « Babel noir » no 299, 2023 (ISBN 978-2-330-18380-6)
7. Ce qu'on a semé, Actes Sud, coll. « Actes noirs », 2023 ((sv) Som man sår, 2021), trad. Rémi Cassaigne  (ISBN 978-2-330-17897-0)Réédition, Actes Sud, coll. « Babel noir » no 324, 2025 (ISBN 978-2-330-20866-0) (à paraître le 3 septembre 2025)
8. Le Fardeau du passé, Actes Sud, coll. « Actes noirs », 2025 ((sv) Skylden man bærer, 2023), trad. Rémi Cassaigne  (ISBN 978-2-330-20881-3)À paraître le 3 septembre 2025

### Romans indépendants
- L'Été des loups, Actes Sud, coll. « Actes noirs », 2022 ((sv) Vargasommar, 2020), trad. Rémi Cassaigne  (ISBN 978-2-330-16634-2)Réédition, Actes Sud, coll. « Babel noir » no 304, 2024 (ISBN 978-2-330-18851-1)